# Trichilia pittieri
Trichilia pittieri är en tvåhjärtbladig växtart som beskrevs av C. Dc.. Trichilia pittieri ingår i släktet Trichilia och familjen Meliaceae. Inga underarter finns listade i Catalogue of Life.